# Émeraude à queue courte
Chlorostilbon poortmani
Espèce
Statut de conservation UICN

 LC  : Préoccupation mineure
Répartition géographique
Statut CITES
L'Émeraude à queue courte (Chlorostilbon poortmani) est une espèce d'oiseaux de la famille des Trochilidae.

## Description
C'est une espèce d'environ 7,5 cm de longueur, de couleur vert doré et à bec étroit. Le mâle a sur le ventre des plumes vert émeraude iridescentes. La femelle a le ventre et la gorge gris clair.

## Alimentation
L'espèce goûte une grande variété de fleurs et complète son alimentation par des arthropodes qu'elle attrape au vol.

## Distribution et habitats
L'espèce habite les forêts tropicales et subtropicales humides de plaine et de montagne mais aussi les anciennes forêts fortement dégradées. Son aire de répartition inclut la Colombie et le Venezuela.
L'espèce est placée sur la liste rouge de l'UICN des espèces de préoccupation mineure.

## Sous-espèces
D'après Alan P. Peterson, cette espèce est constituée des deux sous-espèces suivantes :
- Chlorostilbon poortmani poortmani (Bourcier) 1843, L'Émeraude à queue courte ;
- Chlorostilbon poortmani euchloris (Reichenbach) 1854, L'Émeraude de Santander.

### Sources
- Gould, John, A Monograph of the Trochilidae or Humming Birds with 360 plates (vol. 5, 1861)
- Hilty, Steven L., & Brown, Bill, A guide to the birds of Colombia (Princeton University Press, 1986,  (ISBN 978-0-691-08372-8)) 266
- Genus Chlorostilbon, page web de l'Université du Michigan